# Robert Stieglitz
Robert Stieglitz (* 20. Juni 1981 in Jeisk, Sowjetunion, heute Russland, als Sergei Stieglitz) ist ein ehemaliger deutscher Boxer. Er war von 2009 bis 2012 und von 2013 bis 2014 WBO-Weltmeister im Supermittelgewicht.

## Profikarriere

### IBF-Karriere
Nach der Trennung seiner Eltern übersiedelte der Russlanddeutsche Stieglitz zu seinem Onkel nach Magdeburg, um für den deutschen Mannschaftsmeister 1. BC Magdeburg zu boxen. Stieglitz steht seit Februar 2001 beim SES-Boxstall unter Vertrag. Sein Profidebüt bestritt er im April 2001. Im Oktober 2002 gewann er den vakanten Juniorentitel der IBF im Halbschwergewicht. Nach drei Titelverteidigungen wechselte er 2004 in das Supermittelgewicht und gewann auch hier den Juniorentitel sowie im April 2005 den „Intercontinental“-Titel der IBF. Gegen Djamel Selini war Stieglitz erstmals in seiner Profikarriere am Boden; er gewann diesen Kampf aber einstimmig nach Punkten.
Durch die kleineren und unbedeutenderen Titelgewinne im IBF-Verband konnte er sich jedoch, trotz fehlender Siege gegen namhafte Gegner, in der IBF-Weltrangliste hocharbeiten und wurde am 3. Dezember 2005 durch einen vorzeitigen Sieg über den schlagstarken, aber unbekannten Kolumbianer Alejandro Berrio, der zudem für diese Begegnung nur drei Wochen Vorbereitung hatte, in einem Ausscheidungskampf Pflichtherausforderer des WBO- und IBF-Titelträgers Joe Calzaghe. Seine anderen Gegner waren in unabhängigen Ranglisten nie vorne zu finden.
Nachdem Calzaghe sich weigerte, seine Pflichtverteidigung gegen Stieglitz zu absolvieren, um nach eigener Aussage lukrativere Kämpfe in den USA zu bestreiten, wurde der IBF-Titel vakant. Sauerland Event ersteigerte im Januar 2007 die Rechte an der Ausrichtung des Kampfes für 614.444 Dollar, gegenüber einem Gebot von 612.806 Dollar durch Universum Box-Promotion und SES – einer Differenz von lediglich 1638 Dollar. Stieglitz boxte daraufhin am 3. März 2007 in Rostock auf einer Sauerland-Veranstaltung um den Gürtel des IBF-Weltverbandes im Supermittelgewicht erneut gegen seinen alten Rivalen Alejandro Berrio und verlor nach zwei Niederschlägen in der dritten Runde durch technischen K. o.
Nach der Niederlage gegen Berrio wurde Stieglitz’ langjähriger Trainer Werner Kirsch von SES entlassen, sein neuer Trainer wurde Torsten Schmitz. Es folgten zwei Siege in Aufbaukämpfen, bevor Stieglitz für einen Ausscheidungskampf gegen den Mexikaner Librado Andrade um einen WM-Kampf des IBF-Verbandes nominiert wurde. Diese Begegnung fand am 22. März 2008 in den USA statt; Stieglitz verlor durch technischen K. o. in der achten Runde. Im Dezember 2008 gelang ihm ein Punktsieg gegen den zuvor ungeschlagenen Lukas Wilaschek.

### WBO-Karriere

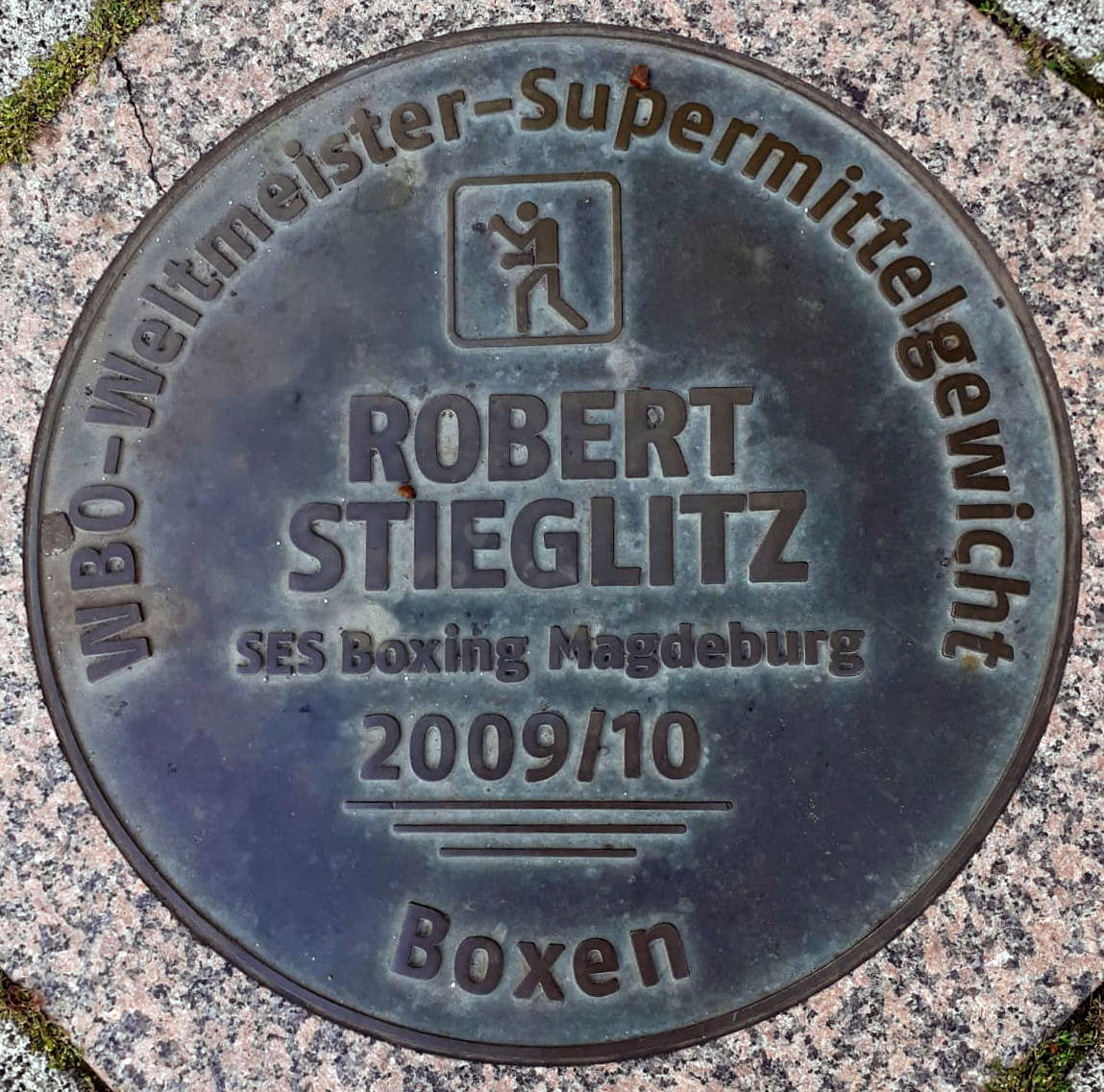
Sports Walk of Fame in Magdeburg

Nach zwei weiteren Siegen erhielt Stieglitz am 22. August 2009 seine zweite WM-Chance; er trat in Budapest gegen den ungarischen WBO-Weltmeister Károly Balzsay an und gewann den Titel durch technischen K. o. in der elften Runde, da der erschöpfte Balzsay zur zwölften Runde nicht mehr antrat. Stieglitz war nach Max Schmeling, Ralf Rocchigiani und Markus Beyer erst der vierte Deutsche, der im Ausland Weltmeister wurde. Den WBO-Titel verteidigte Stieglitz erstmals am 9. Januar 2010 in Magdeburg gegen Ruben Acosta. Der Argentinier war kurzfristig für den Kolumbianer Edison Miranda, der zwei Wochen vor dem Kampftermin wegen einer Grippeerkrankung abgesagt hatte, eingesprungen. Stieglitz siegte durch technischen K. o. in der fünften Runde.
Die erste Pflichtverteidigung des WBO-Titels absolvierte Stieglitz am 17. April 2010 gegen den bis dahin ungeschlagenen Eduard Gutknecht durch Punktsieg. Am 20. November folgte dann ein Kampf gegen Enrique Ornelas, den er ebenfalls nach Punkten gewann. Sein nächster Gegner sollte am 9. April 2011 der amtierende „reguläre“ WBA-Titelträger Dimitri Sartison werden. Da sich Sartison jedoch 1,5 Wochen vor dem Kampftermin im Training schwer verletzte und absagen musste, wurde kurzfristig der Armenier Khoren Gevor als Ersatzgegner verpflichtet. Nachdem Gevor durch unsaubere Aktionen während des Kampfes auffiel und bereits verwarnt worden war, gingen beide Boxer in der zehnten Runde nach einem Kopfstoß beim anschließenden Klammern zu Boden. Stieglitz zog sich dabei eine Platzwunde über dem rechten Auge zu. Gevor wurde daraufhin vom Ringrichter Manfred Küchler disqualifiziert, woraufhin Gevor für einen Eklat sorgte, Küchler angriff und von Offiziellen und Betreuern aus der Halle geführt werden musste.
Stieglitz sollte dann zunächst am 5. November 2011 im Parken-Stadion in Kopenhagen gegen den ehemaligen WBA- und WBC-Weltmeister Mikkel Kessler boxen. Der Kampf wurde aufgrund einer Handverletzung Kesslers zunächst auf den 14. April 2012 verschoben. Stieglitz bestritt stattdessen am 15. Januar 2012 eine erfolgreiche Titelverteidigung gegen den zuvor ungeschlagenen Henry Weber. Am 12. März 2012 wurde auch der zweite Termin für den Kesslerkampf abgesagt. Auch ein Kampf gegen den Briten George Groves wurde abgesagt. Am 5. Mai 2012 verteidigte er seinen Titel nach Punkten gegen den Australier Nader Hamdan.
Am 25. August 2012 unterlag er in Berlin Arthur Abraham nach Punkten und verlor somit nach drei Jahren seinen WBO-Weltmeistergürtel. Den schon vorher vertraglich vereinbarten Rückkampf gewann er am 23. März 2013 in Magdeburg durch Abbruch nach drei Runden aufgrund eines zugeschwollenen Auges Abrahams und wurde somit erneut WBO-Weltmeister. Stieglitz hatte alle drei Runden zuvor gewonnen.
Am 13. Juli 2013 verteidigte Stieglitz seinen WBO-Titel in der EnergieVerbund Arena in Dresden erfolgreich gegen den Japaner Yūzō Kiyota durch TKO in der 10. Runde. Der Kampf war wegen eines Cuts über dem linken Auge Kiyotas abgebrochen worden. Da vermutet wurde, dass ein unbeabsichtigter Kopfstoß für die Verletzung verantwortlich war, wurden die Stimmzettel ausgezählt, auf denen Stieglitz einen eindeutigen Vorsprung hatte. Später wurde das Urteil jedoch in einen Technischen K. o.-Sieg umgewandelt. Für den 29-jährigen Japaner war es der 28. Profikampf, der erste auf europäischem Boden und seine vierte Niederlage.
Am 2. März 2014 unterlag Robert Stieglitz im dritten Kampf gegen Arthur Abraham durch Mehrheitsentscheid (1:2). Am 8. November 2014 boxte er in der Stuttgarter Porsche-Arena in einem vereinbarten Catchweight von 75,5 Kilogramm (zwischen Mittel- und Supermittelgewicht) gegen Felix Sturm und erreichte dabei ein Unentschieden. Am 18. Juli 2015 verlor er erneut gegen Abraham, diesmal vorzeitig in der sechsten Runde.

### EBU-Karriere
Am 12. November 2016 gewann Stieglitz den EBU-Titel im Halbschwergewicht in der GETEC Arena in Magdeburg gegen den Franzosen Mehdi Amar einstimmig nach Punkten. Wenig später, am 18. März 2017, konnte er seinen Europameisterschaftstitel gegen den Montenegriner Nikola Sjekloća in der Arena Leipzig verteidigen, diesmal aber nur durch Unentschieden nach Mehrheitsentscheidung (2:1).

### Karriereende
Nach seinen beiden EM-Kämpfen wurde Stieglitz mehrfach gefragt, ob er seine Karriere fortsetze. Daraufhin bat er um Zeit und Geduld, um sich in Ruhe entscheiden zu können. Auf Anweisung der EBU wurde währenddessen ein Duell zwischen Stieglitz und seinem SES-Kollegen sowie Pflichtherausforderer der EBU, Dominic Bösel, angekündigt. Am 23. Mai 2017 gab Stieglitz bekannt, seine Karriere mit sofortiger Wirkung zu beenden. Als Grund nannte er, dass sein Körper nicht mehr so mitmache, wie er sich das wünsche. Er fühle sich zwar körperlich fit, jedoch habe er ein paar „Baustellen“ wie z. B. seine Hand, die mehrfach operiert werden musste und eine Schulterverletzung, die noch nicht ganz auskuriert ist, welche ihn zur Entscheidung brachten, seine Karriere zu beenden. Eine Karriere als Trainer schloss er nicht aus.

## Privates
Stieglitz hat zwischen seinen Kämpfen als Boxer durch ein dreijähriges Fernstudium sein Diplom als Sportlehrer an der Universität Jeisk erworben. Er wohnt in Magdeburg. Mit seiner geschiedenen Frau hat er einen Sohn, mit seiner jetzigen Partnerin eine Tochter.

## Sonstiges
Im März 2018 hat Robert Stieglitz mit Andrej Sviridov und Bastian Kirchner in Hohenwarsleben die Stieglitz Boxing Akademie e. V. gegründet. Schwerpunkt ist es, Kinder und Jugendliche für den Boxsport zu gewinnen und in den nächsten Jahren mit diesen an Meisterschaften im olympischen Boxen teilzunehmen. Erste Erfolge gab es bei den Landesmeisterschaften von Sachsen-Anhalt 2018, als zwei Titel bei den Männern und fünf bei den Schülern an die Stieglitz Boxing Akademie gingen.

## Erfolge
- Profibilanz: 50 Siege – 5 Niederlagen – 2 Unentschieden

- 31. Oktober 2002: Juniorenweltmeister der IBF im Halbschwergewicht (3 Titelverteidigungen)
- 21. Februar 2004: Juniorenweltmeister der IBF im Supermittelgewicht
- 5. Juni 2004: Interkontinentaler Meister der IBF im Supermittelgewicht (4 Titelverteidigungen)
- 9. Dezember 2008: Internationaler Meister der WBC im Supermittelgewicht
- 22. August 2009: Weltmeister der WBO im Supermittelgewicht (6 Titelverteidigungen)
- 23. März 2013: Weltmeister der WBO im Supermittelgewicht (2 Titelverteidigungen)
- 26. Juli 2014: WBO-Intercontinental-Meister im Supermittelgewicht
- 12. November 2016: Europameister der EBU im Halbschwergewicht (1 Titelverteidigung)

## Liste der Profikämpfe
|      |               |                                                                                    |                                            |               |                              |        |
| Jahr | Tag           | Gegner/Kampfziel                                                                   | Ort                                        | Ergebnis      | Typ                          | Runden |
| 2001 | 7. April      | Petr Pokorný                                                                       | Harzlandhalle, Ilsenburg (Harz)            | Sieg          | Punktsieg (einstimmig)       | 4/4    |
| 2001 | 22. April     | Pavel Veprek                                                                       | Max-Schmeling-Halle, Berlin                | Sieg          | KO                           | 1/4    |
| 2001 | 28. April     | Karel Ferenc                                                                       | Haus des Gastes, Eisenbach                 | Sieg          | KO                           | 2/4    |
| 2001 | 8. Juni       | Tomáš Kugler                                                                       | Max-Schmeling-Halle, Berlin                | Sieg          | KO                           | 4/4    |
| 2001 | 22. Juni      | Ondřej Olah                                                                        | Staatstheater Braunschweig, Braunschweig   | Sieg          | TKO                          | 2/4    |
| 2001 | 7. Juli       | Patrick Madzinga                                                                   | Maritim Hotelgesellschaft, Magdeburg       | Sieg          | TKO                          | 2/4    |
| 2001 | 15. September | Henry Mobio                                                                        | Telde, Gran Canaria                        | Sieg          | Punktsieg                    | 4/4    |
| 2001 | 8. Dezember   | Roman Nikodem                                                                      | Glaspalast, Dessau                         | Sieg          | KO                           | 3/6    |
| 2002 | 5. Januar     | Terrence Paliso                                                                    | Bördelandhalle, Magdeburg                  | Sieg          | TKO                          | 2/6    |
| 2002 | 23. Februar   | László Dolgos                                                                      | Jahrhunderthalle, Neu-Isenburg             | Sieg          | TKO                          | 3/4    |
| 2002 | 16. März      | Bruce Özbek                                                                        | Bördelandhalle, Magdeburg                  | Sieg          | Punktsieg (einstimmig)       | 6/6    |
| 2002 | 13. April     | László Dolgos                                                                      | Harzlandhalle, Ilsenburg (Harz)            | Sieg          | TKO                          | 3/6    |
| 2002 | 11. Mai       | Marius Mihai Dumitru                                                               | Circus Krone, München                      | Sieg          | KO                           | 2/6    |
| 2002 | 8. Juni       | Pavel Cirok                                                                        | Anhalt-Arena, Dessau                       | Sieg          | TKO                          | 4/6    |
| 2002 | 21. September | Talal Santiago                                                                     | Bördelandhalle, Magdeburg                  | Sieg          | TKO                          | 3/8    |
| 2002 | 31. Oktober   | Sergei Karanewitsch vakante IBF-Halbschwergewicht-Jugend-Weltmeisterschaft         | Maritim Hotelgesellschaft, Magdeburg       | Sieg          | Punktsieg (einstimmig)       | 10/10  |
| 2003 | 1. März       | Denis Solomko IBF-Halbschwergewicht-Jugend-Titelverteidigung                       | Ballhaus-Arena, Aschersleben               | Sieg          | Punktsieg (einstimmig)       | 10/10  |
| 2003 | 25. April     | Jenő Novák                                                                         | Maritim Hotelgesellschaft, Magdeburg       | Sieg          | KO                           | 4/8    |
| 2003 | 5. Juli       | Roman Aramian IBF-Halbschwergewicht-Jugend-Titelverteidigung                       | Anhalt-Arena, Dessau                       | Sieg          | Punktsieg (einstimmig)       | 10/10  |
| 2003 | 20. September | Juri Baraschian IBF-Halbschwergewicht-Jugend-Titelverteidigung                     | Maritim Hotelgesellschaft, Magdeburg       | Sieg          | Punktsieg (einstimmig)       | 10/10  |
| 2003 | 29. November  | Marcin Radola                                                                      | Lausitz-Arena, Cottbus                     | Sieg          | TKO                          | 1/6    |
| 2004 | 21. Februar   | Galen Brown vakante IBF-Halbschwergewicht-Jugend-Weltmeisterschaft                 | Ballhaus-Arena, Aschersleben               | Sieg          | TKO                          | 7/12   |
| 2004 | 5. Juni       | Djamel Sellini vakante IBF-Supermittelgewicht-Intercontinental-Weltmeisterschaft   | Hermann-Gieseler-Halle, Magdeburg          | Sieg          | Punktsieg (einstimmig)       | 12/12  |
| 2004 | 18. September | Yuri Tsarenka IBF-Supermittelgewicht-Intercontinental-Titelverteidigung            | Hermann-Gieseler-Halle, Magdeburg          | Sieg          | Punktsieg (einstimmig)       | 12/12  |
| 2004 | 11. Dezember  | Alexander Zaitsev IBF-Supermittelgewicht-Intercontinental-Titelverteidigung        | Lausitz-Arena, Cottbus                     | Sieg          | Punktsieg (einstimmig)       | 12/12  |
| 2005 | 21. Februar   | Lawrence Chapman IBF-Supermittelgewicht-Intercontinental-Titelverteidigung         | Bördelandhalle, Magdeburg                  | Sieg          | Aufgabe                      | 11/12  |
| 2005 | 9. Juli       | Francis Cheka IBF-Supermittelgewicht-Intercontinental-Titelverteidigung            | Life Sportpark Herrenberg, Magdeburg       | Sieg          | TKO                          | 5/12   |
| 2005 | 3. Dezember   | Alejandro Berrio                                                                   | Bördelandhalle, Magdeburg                  | Sieg          | TKO                          | 11/12  |
| 2006 | 10. Oktober   | Eric Howard                                                                        | T-Mobile Arena, Prag                       | Sieg          | KO                           | 5/8    |
| 2007 | 3. März       | Alejandro Berrio vakante IBF-Supermittelgewicht-Weltmeisterschaft                  | Stadthalle Rostock, Rostock                | Niederlage    | TKO                          | 3/12   |
| 2007 | 2. Juni       | Marlon Hayes                                                                       | Boardwalk Hall, Atlantic City (New Jersey) | Sieg          | Punktsieg (einstimmig)       | 8/8    |
| 2007 | 13. Oktober   | William Gare                                                                       | Hermann-Gieseler-Halle, Magdeburg          | Sieg          | Punktsieg (einstimmig)       | 10/10  |
| 2008 | 22. März      | Librado Andrade                                                                    | Morongo Casino Resort & Spa, Cabazon       | Niederlage    | TKO                          | 8/12   |
| 2008 | 11. Juli      | Fawaz Nasir                                                                        | Rundturnhalle, Cuxhaven                    | Sieg          | TKO                          | 5/8    |
| 2008 | 9. Dezember   | Lukas Wilaschek vakante WBC-Supermittelgewicht-International-Weltmeisterschaft     | Freizeit Arena, Sölden (Ötztal)            | Sieg          | Punktsieg (mehrstimmig)      | 12/12  |
| 2009 | 10. Januar    | Dmitri Protkunas                                                                   | Bördelandhalle, Magdeburg                  | Sieg          | TKO                          | 4/8    |
| 2009 | 15. Mai       | Jindřich Velecký                                                                   | Bördelandhalle, Magdeburg                  | Sieg          | Punktsieg (einstimmig)       | 10/10  |
| 2009 | 22. August    | Károly Balzsay WBO-Supermittelgewicht-Weltmeisterschaft                            | SYMA Sport & Leisure Center, Budapest      | Sieg          | TKO                          | 11/12  |
| 2010 | 9. Januar     | Rubén Eduardo Acosta WBO-Supermittelgewicht-Titelverteidigung                      | Bördelandhalle, Magdeburg                  | Sieg          | TKO                          | 5/12   |
| 2010 | 17. April     | Eduard Gutknecht WBO-Supermittelgewicht-Titelverteidigung                          | Bördelandhalle, Magdeburg                  | Sieg          | Punktsieg (einstimmig)       | 12/12  |
| 2010 | 20. November  | Enrique Ornelas WBO-Supermittelgewicht-Titelverteidigung                           | Freiberger Arena, Dresden                  | Sieg          | Punktsieg (einstimmig)       | 12/12  |
| 2011 | 9. April      | Khoren Gevor WBO-Supermittelgewicht-Titelverteidigung                              | Bördelandhalle, Magdeburg                  | Sieg          | Disqualifikation             | 10/12  |
| 2012 | 14. Januar    | Henry Weber WBO-Supermittelgewicht-Titelverteidigung                               | Baden-Arena, Offenburg                     | Sieg          | Punktsieg (einstimmig)       | 12/12  |
| 2012 | 5. Mai        | Nader Hamdan WBO-Supermittelgewicht-Titelverteidigung                              | Erfurter Messe, Erfurt                     | Sieg          | Punktsieg (einstimmig)       | 12/12  |
| 2012 | 25. August    | Arthur Abraham WBO-Supermittelgewicht-Titelverteidigung                            | O2 World Berlin, Berlin                    | Niederlage    | Punktniederlage (einstimmig) | 12/12  |
| 2013 | 26. Januar    | Michal Nieroda                                                                     | Pabellón de Bon Pastor, Barcelona          | Sieg          | KO                           | 3/8    |
| 2013 | 23. März      | Arthur Abraham WBO-Supermittelgewicht-Weltmeisterschaft                            | GETEC Arena, Magdeburg                     | Sieg          | TKO                          | 4/12   |
| 2013 | 13. Juli      | Yūzō Kiyota WBO-Supermittelgewicht-Titelverteidigung                               | EnergieVerbund Arena, Dresden              | Sieg          | TKO                          | 10/12  |
| 2013 | 19. Oktober   | Isaac Ekpo WBO-Supermittelgewicht-Titelverteidigung                                | Erfurter Messe, Erfurt                     | Sieg          | Punktsieg (einstimmig)       | 12/12  |
| 2014 | 1. März       | Arthur Abraham WBO-Supermittelgewicht-Titelverteidigung                            | GETEC Arena, Magdeburg                     | Niederlage    | Punktniederlage (einstimmig) | 12/12  |
| 2014 | 26. Juli      | Sergej Chomitski vakante WBO-Supermittelgewicht-Intercontinental-Weltmeisterschaft | Anhalt-Arena, Dessau                       | Sieg          | TKO                          | 10/12  |
| 2014 | 8. November   | Felix Sturm                                                                        | Porsche-Arena, Stuttgart                   | Unentschieden | Mehrstimmige Entscheidung    | 12/12  |
| 2015 | 18. Juli      | Arthur Abraham WBO-Supermittelgewicht-Weltmeisterschaft                            | Gerry-Weber-Stadion, Halle (Westf.)        | Niederlage    | TKO                          | 6/12   |
| 2015 | 17. Oktober   | Robert Rosenberg                                                                   | Hospudka Eden, Ústí nad Labem              | Sieg          | Aufgabe                      | 2/8    |
| 2016 | 5. März       | Ricardo Marcelo Ramallo                                                            | Home Monitoring Aréna, Plzeň               | Sieg          | TKO                          | 5/8    |
| 2016 | 12. November  | Mehdi Amar EBU-Halbschwergewicht-Europameisterschaft                               | GETEC Arena, Magdeburg                     | Sieg          | Punktsieg (einstimmig)       | 12/12  |
| 2017 | 18. März      | Nikola Sjekloća EBU-Halbschwergewicht-Titelverteidigung                            | Arena Leipzig, Leipzig                     | Unentschieden | Mehrstimmige Entscheidung    | 12/12  |